# Masters de Cincinnati 1976
El Abierto de Cincinnati 1976 fue un torneo de tenis jugado sobre pista dura. Fue la edición número 76 de este torneo. El torneo masculino formó parte del circuito  ATP. Se celebró entre el 12 de julio y el 18 de julio de 1976.

## Campeones

### Individuales masculinos
Roscoe Tanner vence a  Eddie Dibbs, 7–6, 6–3.

### Dobles masculinos
Stan Smith /  Erik Van Dillen vencen a  Eddie Dibbs /  Harold Solomon, 6–1, 6–1.
| Predecesor: Cincinnati 1975 | Masters de Cincinnati 1976 | Sucesor: Cincinnati 1977 |